# Ono no Takamura
Ono no Takamura (小野篁?; 802 – 3 febbraio 853) è stato un poeta giapponese waka e uno shodō del primo periodo Heian, noto anche come Sangi no Takamura (参議篁?).
Il suo grado ufficiale era jusanmi (Terzo grado junior) e sangi (consigliere). Era conosciuto anche come Nosoko, Nosaisho e Nokyo a causa del suo spirito ribelle.

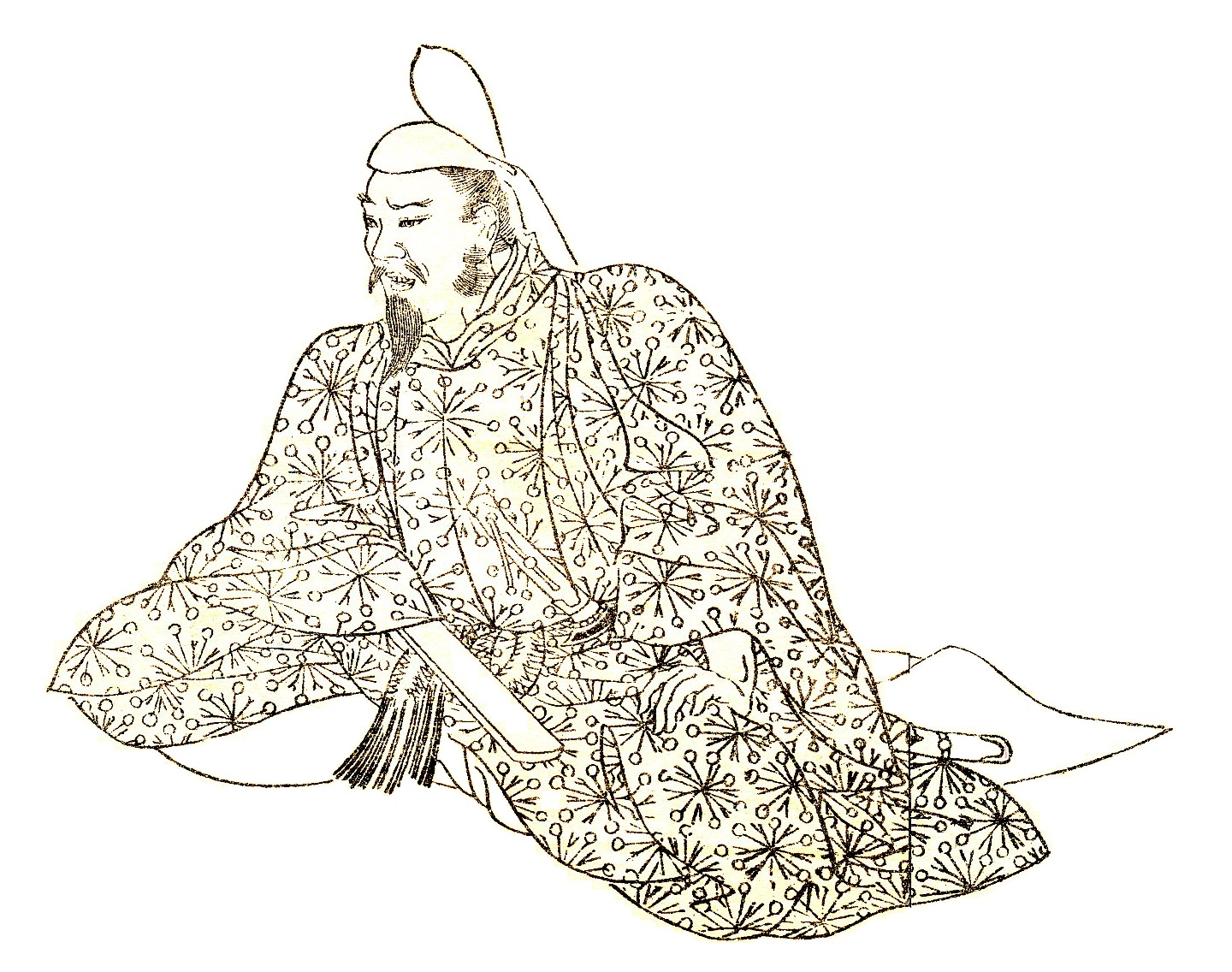
Ono no Takamura, in un'illustrazione del libro di Kikuchi Yōsai

## Biografia
Takamura era un discendente di Ono no Imoko che partecipò come alle due missioni giapponesi alla corte Sui in Cina, suo padre era Ono no Minemori ed era il nonno di Ono no Michikaze, uno dei tre famosi calligrafi (三跡?, sanseki). È anche un diretto antenato della poeta Ono no Komachi.
Fu nominato inviato durante le missioni giapponesi nella Cina durante la dinastia Tang (遣唐使?, kentōshi) nell'834, ma nell'838, dopo una disputa con Fujiwara no Tsunetsugu, capo della missione, abbandonò le sue funzioni con il pretesto di una malattia. Successivamente, Takamura compose una poesia cinese chiamata Saidou Uta, che criticava il lavoro dell'inviato giapponese a Tang China (e la corte imperiale) attirando così le ire dell'imperatore in pensione Saga che lo mandò in esilio nella provincia di Oki. Nel giro di due anni riguadagnò la fiducia della corte e tornò nella capitale dove fu promosso al rango di sangi.

## Aneddoti e leggende
Takamura è oggetto di una serie di strane storie e leggende. Ad esempio nel Nihon Montoku Tennō Jitsuroku (日本文徳天皇実録?, La vera storia dell'imperatore del Giappone Montoku), si dice fosse alto sei piedi e due pollici, in altre parole, era un omone alto più di 180 cm.
Una delle più singolari di queste leggende è afferma che Takamura scendesse ogni notte tramite un pozzo fino all'inferno per assistere Yama (閻魔大王?, enma daiō) nei suoi giudizi (裁判?, saiban). Questo pozzo si trova sul terreno del tempio Rokudochinno-ji a Higashiyama, Kyoto. La statua in legno del Yama, che si dice sia stata realizzata da Takamura, e la statua in legno dello stesso Takamura, sono custodite nella sala Enma-do del tempio.
Accanto alla tomba che si dice appartenga a Takamura a Kita-ku, nella città di Kyoto, c'è una tomba che si dice appartenga a Murasaki Shikibu. La leggenda vuole che Shikibu fu condannata all'inferno per il peccato che aveva commesso descrivendo i desideri carnali nel suo libro (genji monogatari), dopo tale condanna Takamura intercedette per lei presso Yama.
C'è un aneddoto in Konjaku monogatarishū in cui si dice che dopo essere morto di malattia, Fujiwara no Yoshimi fu portato nell'ufficio del Re dell'Inferno ma fu riportato in vita per intercessione di Takamura.
Nell'Uji shūi monogatari c'è una storia che menziona Takamura. Un giorno nel palazzo dell'Imperatore Saga qualcuno realizzò un rotolo su cui era scritto "無善悪" (trad. "nessuna azione cattiva o buona"). Nessuna persona nel palazzo era in grado di decifrarne il significato. L'imperatore ordinò a Takamura di leggerlo, e lui rispose: "Nessun male, nessun bene" (悪無 く ば 善 か ら ん?, saga nakuba yokaran), leggendo il carattere per il male (悪?, aku) come "Saga" per indicare il nome dell'imperatore. L'imperatore si arrabbiò per la sua audacia e proclamò che, poiché solo Takamura era in grado di leggere il rotolo, doveva essere stato lui ad averla scritta. Tuttavia, Takamura dichiarò la propria innocenza, dicendo che stava semplicemente decifrando il significato del rotolo, a cui l'imperatore rispose: "Oh, quindi puoi decifrare qualsiasi scrittura, vero?" e chiese a Takamura di leggere una sequenza di dodici caratteri per la parola bambino (子?, ko): " 子子子子子子子子子子子子 ". Takamura rispose immediatamente neko no ko no koneko, shishi no ko no kojishi (猫の子の子猫、獅子の子の子獅子?), usando le diverse letture possibili di ne, ko, shi, ji per il carattere 子, che si può tradurre "il figlio del gatto (猫?, neko), il gattino (子猫?, koneko), e il figlio del leone (獅子?, shishi), il cucciolo di leone (子獅子?, kojishi)". L'imperatore fu divertito dall'arguzia di Takamura e ritirò l'accusa.
Takamura è anche il personaggio principale del racconto Takamura Monogatari, dove ha una relazione romantica con la sua sorellastra. La data dell'opera è fortemente contestata e pochi studiosi la ritengono storicamente attendibile.

## Discendenti
Mentre Ono no Michikaze e Ono no Komachi sono discendenti diretti di Takamura, Takamura ha anche molti discendenti tra i samurai. In particolare, i nomi di diversi samurai come Notarō (野太郎), Onota (小野太), Yatarō (弥太郎) e Koyata (小弥太) possono essere ricondotti a Takamura.

## Poesia
Sei sue poesie waka sono incluse nell'antologia imperiale Kokinwakashū (335, 407, 829, 845, 936 e 961) e una nell'Ogura Hyakunin Isshu (n. 11):
pescatori»
(Hyakunin Isshu n.11)